# Hemistola intermedia
Hemistola intermedia är en fjärilsart som beskrevs av Alexander Michailovitsch Djakonov 1926. Hemistola intermedia ingår i släktet Hemistola och familjen mätare. Inga underarter finns listade i Catalogue of Life.